# Синичане
Синичане, още Синичани или Синичина (на македонска литературна норма: Синичане; на албански: Siniçani, Синичани), е село в Северна Македония, в Община Боговине, разположено в областта Горни Полог.

## История
В обобщен списък на джизието на немюсюлманите от вилаета Калканделен от 18 юли 1628 година селото е отбелязано като Синичан, с 35 ханета (домакинства).
В края на XIX век Синичане е албанско село в Тетовска каза на Османската империя. Според статистиката на Васил Кънчов („Македония. Етнография и статистика“) от 1900 година Синичани е село, населявано от 220 арнаути мохамедани.
Според Афанасий Селишчев в 1929 година Синичина е село в Долнопалчишка община в Долноположкия срез и има 68 къщи с 395 жители албанци.
Според преброяването от 2002 година селото има 1472 жители.
| Националност | Всичко |
| македонци    | 0      |
| албанци      | 1469   |
| турци        | 0      |
| роми         | 0      |
| власи        | 0      |
| сърби        | 0      |
| бошняци      | 0      |
| други        | 3      |